# Albert Howard
Sir Albert Howard (* 8. Dezember 1873; † 20. Oktober 1947) war ein britischer Mykologe und ein Pionier der ökologischen Landwirtschaft.

## Leben
Er war Dozent für Agrikultur am Imperial Department of Agriculture in Barbados. Ursprünglich strikt chemisch orientiert, entdeckte er, dass die indigene Bevölkerung dort mit natürlicher Fruchtfolge auch ohne Düngung erstaunlich hohe Erträge erwirtschaftete.
1905 wurde Howard von den Briten zum „Reichsbotaniker der Indischen Regierung“ ernannt. In der Stadt Indore züchtete Howard auf einem eigens dafür bestimmten Gelände Pflanzen ohne Einsatz von Herbiziden und Pestiziden. Er verwendete keinen künstlichen Dünger, sondern ausschließlich Kompost, der aus aufbewahrten Abfällen von Pflanzen und Tieren bestand.
Im Lauf der Zeit optimierte Howard das Verfahren und entwickelte die nach dem Forschungsort benannte „Indore-Mischung“ – einen speziellen Kompost. Howards Versuchsfelder blieben frei von Krankheiten. Die Rinder, die ausschließlich mit diesen Pflanzen ernährt wurden, waren zudem frei von der Maul- und Klauenseuche. 1934 kehrte Howard nach England zurück und wurde am 27. Juni für seine Verdienste von der britischen Krone als Knight Bachelor geadelt.
Zusammen mit Eve Balfour gilt Howard heute als einer der Begründer des Organischen Landbaus in Großbritannien. Howard war mit der Botanikerin Gabrielle Matthaei verheiratet.